# Livro de Posse Presidencial do Brasil
O Livro de Posse Presidencial do Brasil é o nome dado a um conjunto de três livros-ata de competência do Congresso Nacional do Brasil onde estão lavrados os termos de posse dos Presidentes e Vice-Presidentes da República Federativa do Brasil. O volume mais recente foi aberto em 2023 com a posse de Luiz Inácio Lula da Silva. 

## História
O primeiro livro foi instituído em 26 de fevereiro de 1891 para a posse de Manuel Deodoro da Fonseca, sendo utilizado nas posses seguintes até a de Getúlio Vargas em 1934.
Para a posse do presidente Café Filho foi instituído um segundo volume do livro de posses, cuja última assinatura é da posse de Jair Bolsonaro em 2019. O livro original de 1891 foi utilizado ainda uma última vez em 1956 na posse de Juscelino Kubitschek.
Em 2023, um terceiro volume foi inaugurado com a assinatura de Lula e Geraldo Alckmin como presidente e vice-presidente.
Matéria do Jornal do Senado mostra que quem mais assinou os livros de posse foi João Goulart: "o autógrafo que mais se repete é o de João Goulart. Aparece em janeiro de 1956, como vice de Juscelino Kubitschek; em janeiro de 1961, como vice de Jânio Quadros; em setembro de 1961, como presidente, após a renúncia de Jânio; e mais uma vez nesse mês, ainda como presidente, na mudança do sistema presidencialista para o parlamentarista".
O segundo volume contém ainda as assinaturas dos primeiros-ministros do Brasil (1961 a 1963). Tancredo Neves não chegou a assinar como Presidente, mas consta sua assinatura como primeiro-ministro em 1961.

## Guarda e preservação
Os importantes e históricos livros de posse são de guarda da Coordenação de Arquivo do Senado, no Serviço de Arquivo Histórico, seguindo padrões técnicos de guarda de documentos tais como temperatura, umidade, luminosidade e exposição ao público.

## Assinaturas

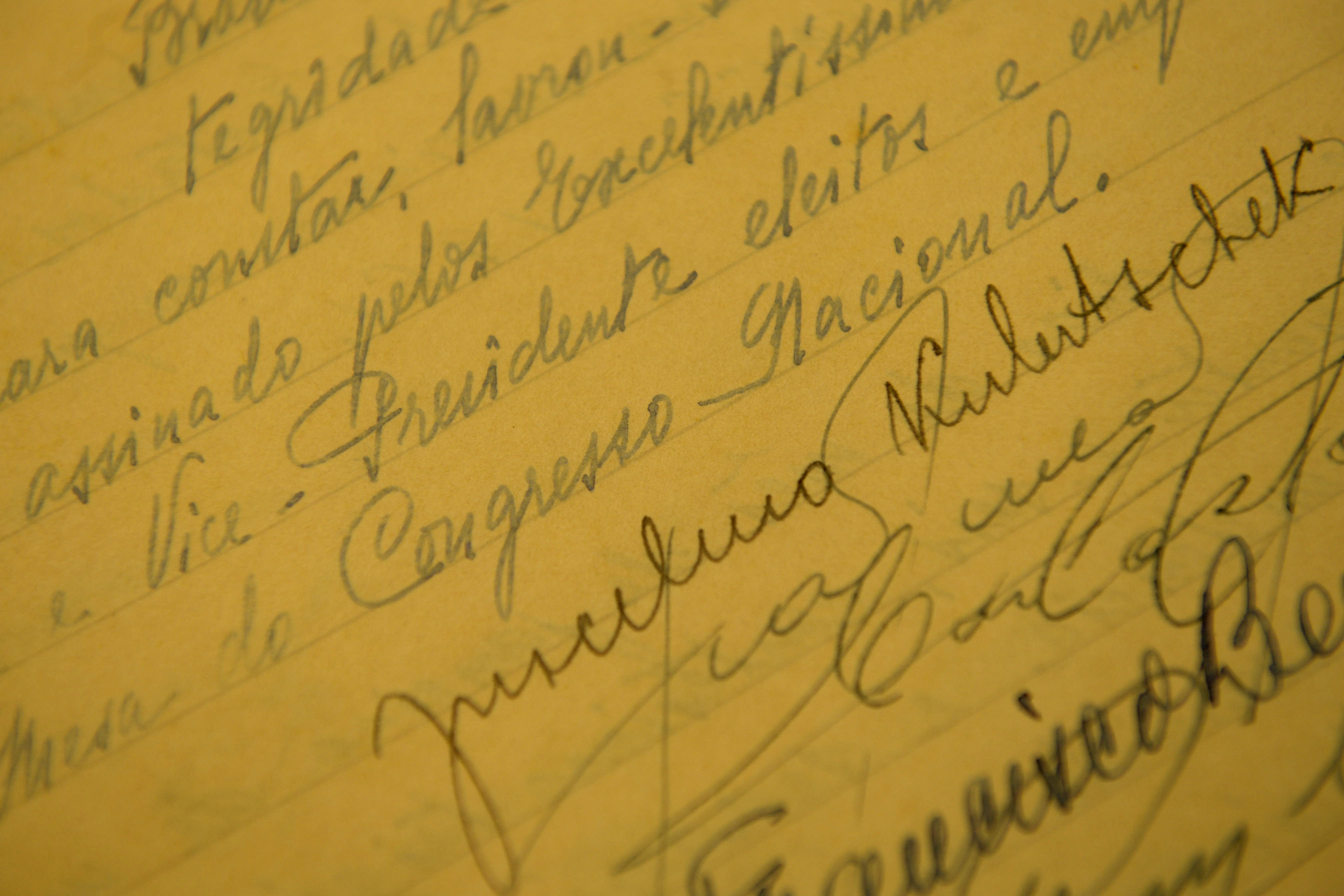
Assinatura de Juscelino Kubitschek

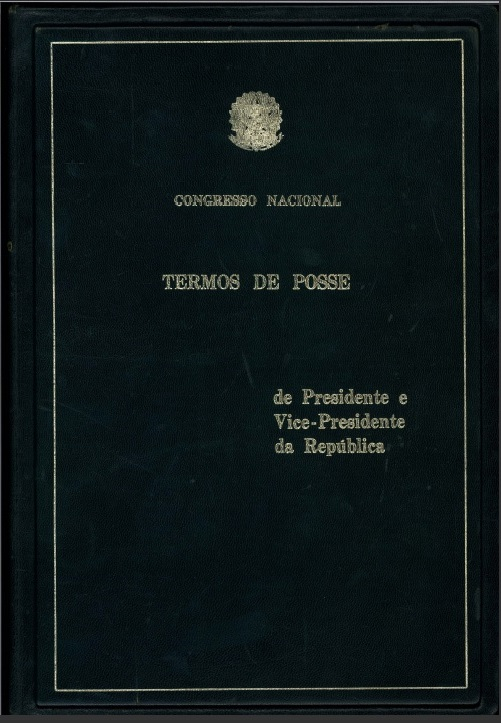
Livro de Posse em vigor entre 1954 até 2019.

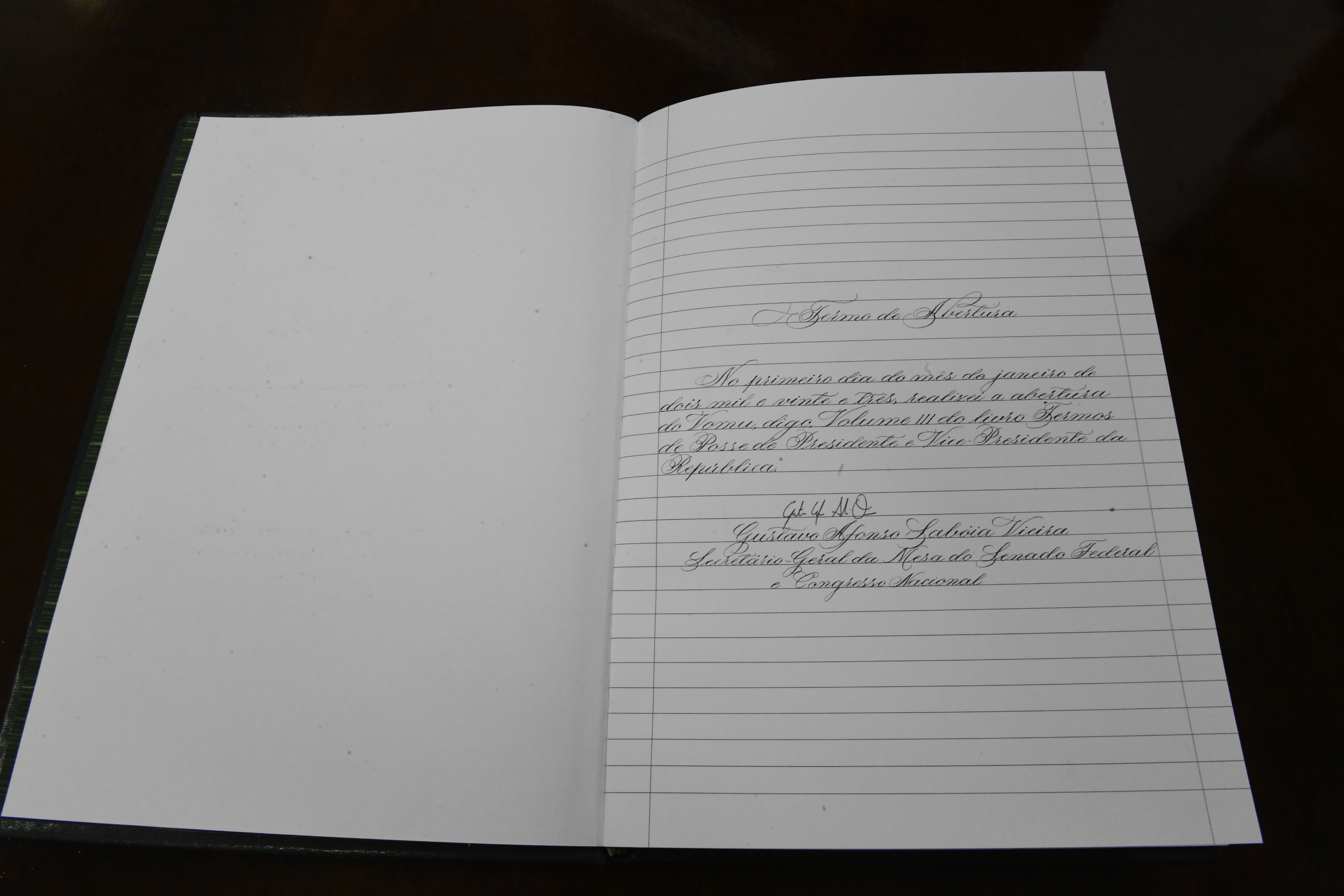
Primeira página do terceiro Livro de Posse, inaugurado em 2023.

Os nomes estão distribuídos na ordem em que se encontram nas páginas dos livros.
- Primeiro volume (Termo de Posse dos Presidentes da Republica dos Estados Unidos do Brazil)
  - 26 de fevereiro de 1891
    - Deodoro da Fonseca (Presidente da República)
    - Floriano Peixoto (Vice-Presidente da República)
    - Prudente de Morais (Presidente da Assembleia Nacional Constituinte)
    - João da Mata Machado (1.º Secretário)
    - José Pais de Carvalho (2.º Secretário)
    - João Soares Neiva (3.º Secretário)
    - Eduardo Mendes Gonçalves (4.º Secretário)

  - 15 de novembro de 1894
    - Prudente de Morais (Presidente da República)
    - Manuel Vitorino (Vice-Presidente da República)
    - Ubaldino do Amaral Fontoura
    - João Pedro Belfort Vieira
    - Tomás Delfino dos Santos
    - Gil Dinis Goulart
    - João Coelho Gonçalves Lisboa

  - 15 de novembro de 1898
    - Campos Sales (Presidente da República)
    - Francisco de Assis Rosa e Silva (Vice-Presidente da República)
    - Manuel de Queirós Matoso Ribeiro
    - Joaquim José Pais da Silva Sarmento
    - Júlio de Melo Filho
    - Carlos Augusto Valente de Morais
    - Generoso Ponce

...
- Segundo volume (Termos de Posse de Presidente e Vice-Presidente da República, capa preta)
  - 3 de setembro de 1954
    - Café Filho (Presidente da República)
    - Marcondes Filho
    - Alfredo Neves
    - João Prisco dos Santos
    - José da Costa Pereira
    - Esperidião Lopes de Farias Júnior

  - 31 de janeiro de 1956
    - Juscelino Kubitschek (Presidente da República)
    - João Goulart (Vice-Presidente da República)
    - Carlos Gomes de Oliveira
    - Rui Carneiro
    - Francisco Benjamin Gallotti

  - 31 de janeiro de 1961
    - Jânio Quadros (Presidente da República)
    - João Goulart (Vice-Presidente da República)
    - Filinto Müller
    - Leopoldo Tavares da Cunha Melo
    - Antônio de Novais Filho
    - Reginaldo Fernandes de Oliveira
    - Gilberto Marinho

...
- Terceiro volume (Termos de Posse de Presidente e Vice-Presidente da República, capa verde)
  - 1 de janeiro de 2023
    - Gustavo Afonso Saboia Vieira (Secretário-Geral da Mesa do Senado Federal)
    - Luiz Inácio Lula da Silva (Presidente da República)
    - Rodrigo Pacheco (Presidente do Congresso Nacional)
    - Geraldo Alckmin (Vice-Presidente da República)
    - Arthur Lira (Presidente da Câmara dos Deputados)
    - Rosa Weber (Presidente do Supremo Tribunal Federal)
    - Augusto Aras (Procurador-Geral da República)
    - Luciano Bivar (1.º Secretário do Congresso Nacional)